# Mathías Llontop
Mathías Daniel Llontop Díaz (Lima, Perú, 5 de noviembre de 1997) es un futbolista peruano. Juega como lateral izquierdo y su equipo actual es FBC Melgar de la Liga 1 del Perú. 

## Selección nacional

### Participación en Campeonatos Sudamericanos
| Torneo                                  | Sede      | Resultado      | Partidos | Goles |
| --------------------------------------- | --------- | -------------- | -------- | ----- |
| Sudamericano Sub-17 de 2019             | Perú      | Quinto lugar   | 9        | 1     |
| Preolímpico Sudamericano Sub-23 de 2024 | Venezuela | Fase de grupos | 3        | 0     |

## Estadísticas

### Clubes
| Club | Div.          | Temporada     | Liga  | Liga  | Liga   | Copas nacionales(1) | Copas nacionales(1) | Copas nacionales(1) | Torneos internacionales(2) | Torneos internacionales(2) | Torneos internacionales(2) | Total | Total | Total  |
| Club | Div.          | Temporada     | Part. | Goles | Asist. | Part.               | Goles               | Asist.              | Part.                      | Goles                      | Asist.                     | Part. | Goles | Asist. |
| --- | ------------- | ------------- | ----- | ----- | ------ | ------------------- | ------------------- | ------------------- | -------------------------- | -------------------------- | -------------------------- | ----- | ----- | ------ |
| Universidad de San Martín · Perú                                                                                                | 1.ª           | 2020          | 3     | 0     | 0      | —                   | —                   | —                   | —                          | —                          | —                          | 3     | 0     | 0      |
| Universidad de San Martín · Perú                                                                                                | 1.ª           | 2021          | 2     | 0     | 0      | 1                   | 0                   | 0                   | —                          | —                          | —                          | 3     | 0     | 0      |
| Universidad de San Martín · Perú                                                                                                | Total         | Total         | 5     | 0     | 0      | 1                   | 0                   | 0                   | 0                          | 0                          | 0                          | 6     | 0     | 0      |
| Carlos A. Mannucci · Perú | 1.ª           | 2022          | 16    | 0     | 0      | —                   | —                   | —                   | —                          | —                          | —                          | 16    | 0     | 0      |
| Carlos A. Mannucci · Perú | 1.ª           | 2023          | 17    | 1     | 1      | —                   | —                   | —                   | —                          | —                          | —                          | 17    | 1     | 1      |
| Carlos A. Mannucci · Perú | 1.ª           | 2024          | 30    | 0     | 1      | —                   | —                   | —                   | —                          | —                          | —                          | 30    | 0     | 1      |
| Carlos A. Mannucci · Perú | Total         | Total         | 63    | 1     | 2      | 0                   | 0                   | 0                   | 0                          | 0                          | 0                          | 63    | 1     | 2      |
| FBC Melgar · Perú | 1.ª           | 2025          | 10    | 0     | 1      | —                   | —                   | —                   | 8                          | 0                          | 0                          | 18    | 0     | 1      |
| FBC Melgar · Perú | Total         | Total         | 10    | 0     | 1      | 0                   | 0                   | 0                   | 8                          | 0                          | 0                          | 18    | 0     | 1      |
| Total carrera | Total carrera | Total carrera | 78    | 1     | 3      | 1                   | 0                   | 0                   | 8                          | 0                          | 0                          | 87    | 1     | 3      |
| (1)Incluye datos de la Copa Bicentenario (2021). (2)Incluye datos de la Copa Libertadores (2025) y la Copa Sudamericana (2025). |               |               |       |       |        |                     |                     |                     |                            |                            |                            |       |       |        |

### Selecciones
| Selección     | Temporada     | Amistosos(1) | Amistosos(1) | Amistosos(1) | Sudamérica | Sudamérica | Sudamérica | Mundial | Mundial | Mundial | Total | Total | Total  |
| Selección     | Temporada     | Part.        | Goles        | Asist.       | Part.      | Goles      | Asist.     | Part.   | Goles   | Asist.  | Part. | Goles | Asist. |
| ------------- | ------------- | ------------ | ------------ | ------------ | ---------- | ---------- | ---------- | ------- | ------- | ------- | ----- | ----- | ------ |
| Sub-17 · Perú | 2019          | —            | —            | —            | 9          | 1          | 0          | —       | —       | —       | 9     | 1     | 0      |
| Sub-17 · Perú | Total         | 0            | 0            | 0            | 9          | 1          | 0          | 0       | 0       | 0       | 9     | 1     | 0      |
| Sub-20 · Perú | 2020          | 1            | 0            | 0            | —          | —          | —          | —       | —       | —       | 1     | 0     | 0      |
| Sub-20 · Perú | Total         | 1            | 0            | 0            | 0          | 0          | 0          | 0       | 0       | 0       | 1     | 0     | 0      |
| Sub-23 · Perú | 2023          | 3            | 0            | 0            | —          | —          | —          | —       | —       | —       | 3     | 0     | 0      |
| Sub-23 · Perú | 2024          | —            | —            | —            | 3          | 0          | 0          | —       | —       | —       | 3     | 0     | 0      |
| Sub-23 · Perú | Total         | 3            | 0            | 0            | 3          | 0          | 0          | 0       | 0       | 0       | 6     | 0     | 0      |
| Total carrera | Total carrera | 4            | 0            | 0            | 12         | 1          | 0          | 0       | 0       | 0       | 16    | 1     | 0      |